# Cleistocactus pungens
Cleistocactus pungens es una especie de planta suculenta perteneciente al género Cleistocactus, dentro de la familia Cactaceae. Es endémica de Perú.

## Descripción

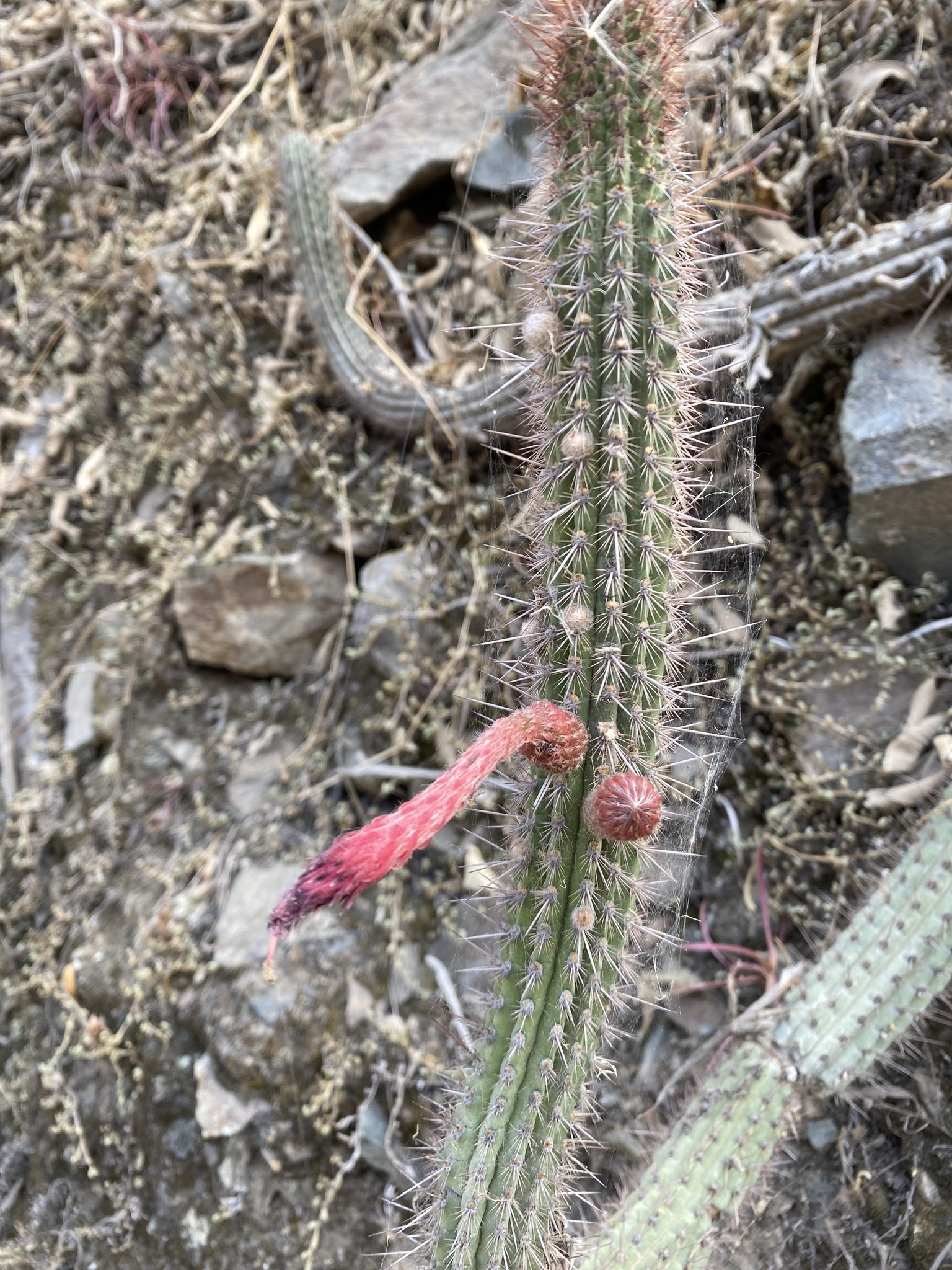
Tallo en flor

Cleistocactus pungens es una especie de cactus de crecimiento arbustivo, con tallos extendidos y ramificados basalmente. Alcanza alturas de 1 a 1,5 m y diámetros de 3 a 4 cm. 
Presenta alrededor de 13 costillas onduladas sobre las que se asientan areolas que inicialmente son de color marrón y luego se vuelven grises con la edad. Están muy juntas unas de otras y tienen espinas rectas en forma de aguja. Son rígidas y salientes, y aunque inicialmente son de color marrón rojizo oscuro, luego se vuelven grises con el paso del tiempo. Entre ellas se distinguen de 2 a 5 espinas centrales de 2 a 5 cm de largo y de 8 a 12 espinas marginales de 0,2 a 1,2 cm de largo.

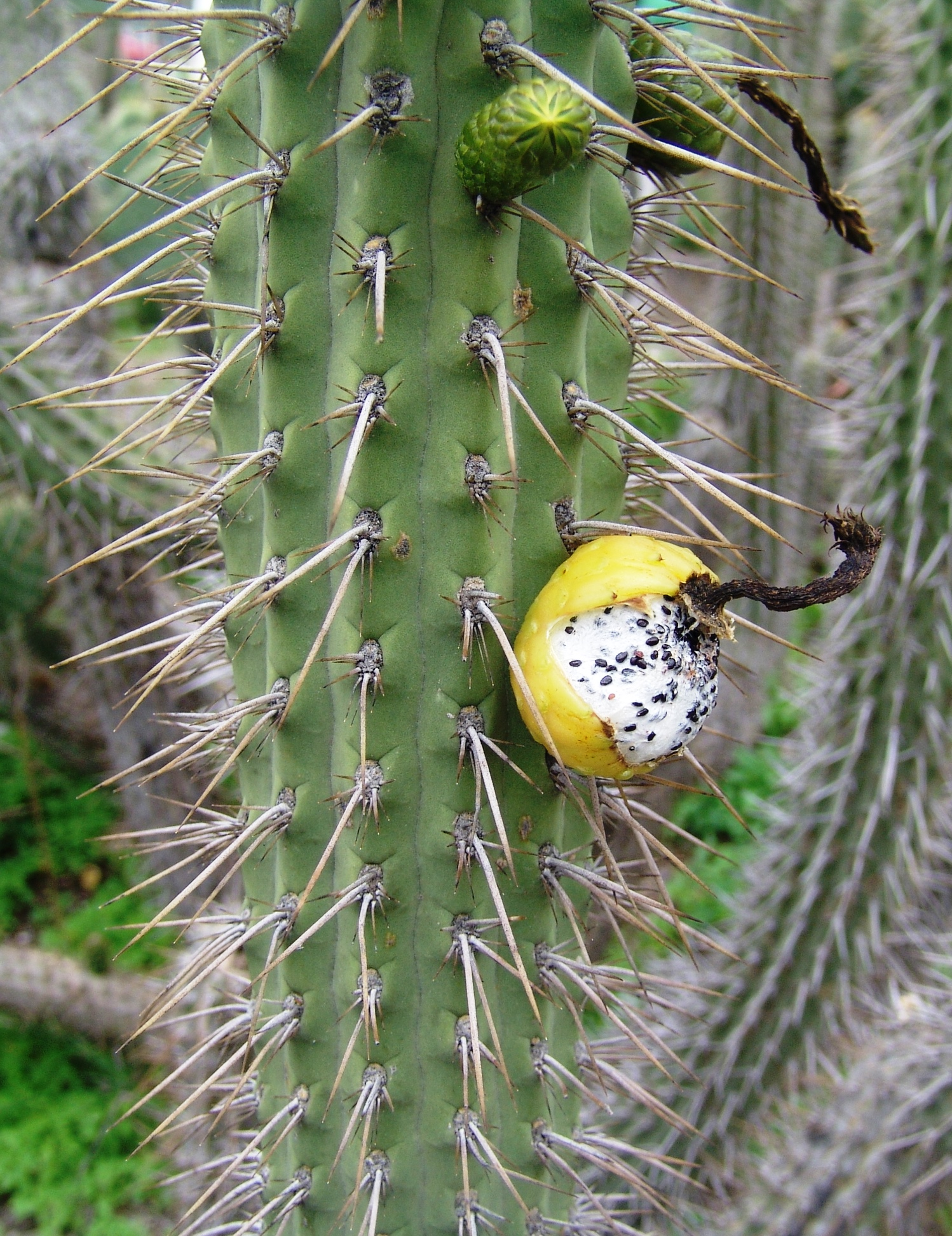
Detalle del fruto y las semillas

Las flores son de color púrpura, miden hasta 7,5 cm de largo y tienen un diámetro de 0,5 cm. Tienen forma tubular, sobresalen horizontalmente y están ligeramente curvadas hacia abajo por encima del pericarpelo. Además, al igual que la mayoría de las especies del género, las flores apenas se abren.  Los frutos son esféricos, de color naranja-amarillo y alcanzan un diámetro de hasta 2 cm.

## Distribución y hábitat

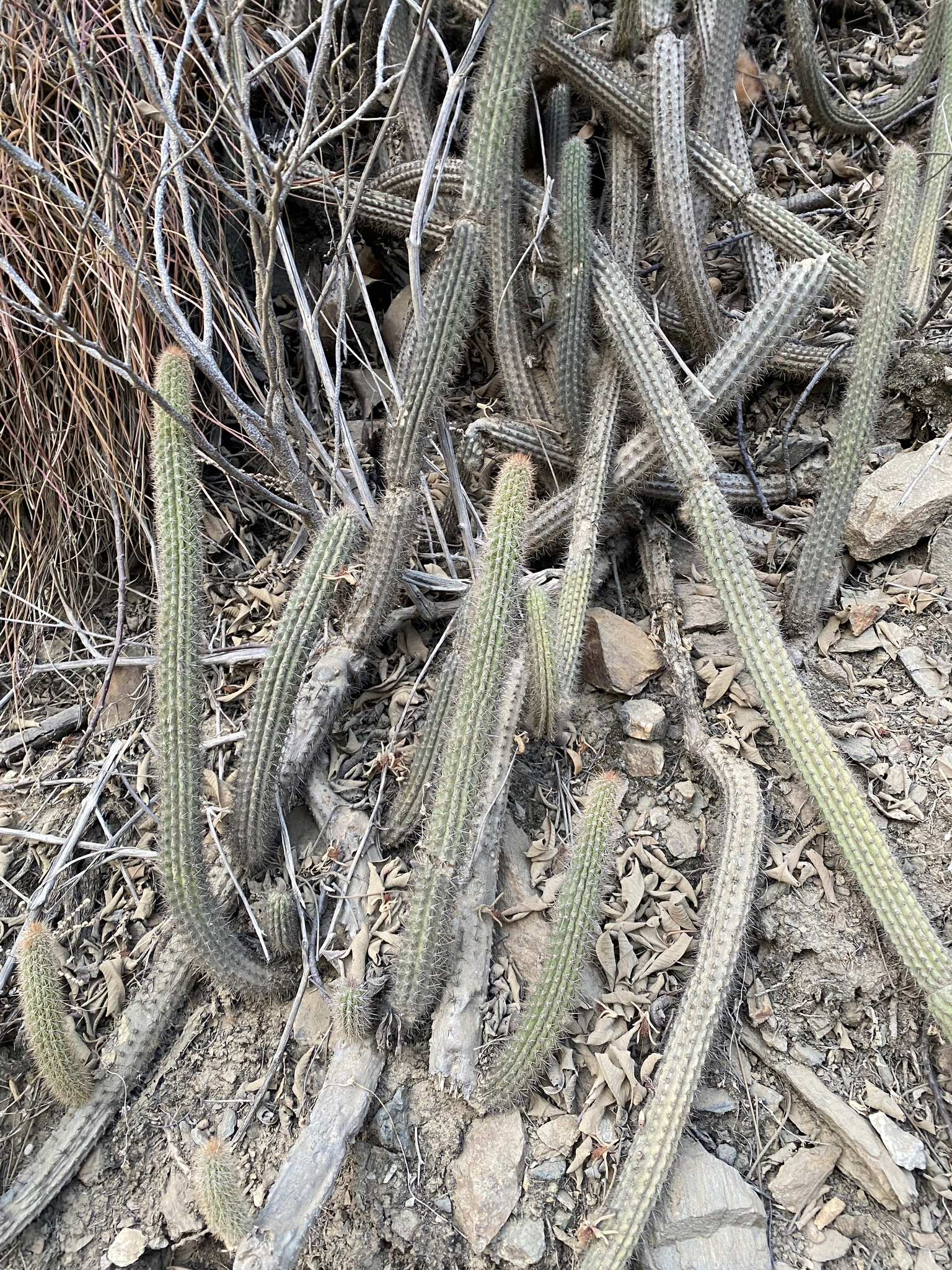
En su hábitat

El área de distribución nativa de esta especie es Perú (concretamente en las regiones peruanas de Ayacucho y Apurímac) y crece principalmente en biomas desérticos o de matorrales secos, a altitudes de 1500 a 2000 m.

## Taxonomía
Cleistocactus pungens fue descrita por el botánico alemán Friedrich Ritter y publicada por primera vez en la revista científica Taxon 13 (3):115 en el año 1964.
Etimología
- Cleistocactus: nombre genérico que deriva de la combinación de la palabra griega kleistos (que significa cerrado), y cactus (término latino que alude a las plantas del género Cactaceae), haciendo referencias a que son "cactus con flores cerradas", ya que en algunas especies apenas se abren y parecen estar cerradas.
- pungens: epíteto específico latino que significa 'punzante', haciendo referencia a las espinas de la especie.[5]

## Estado de conservación
En la Lista Roja de Especies Amenazadas de la UICN, la especie está clasificada como de “Datos Insuficientes (DD)”.

## Usos
Se cultiva principalmente como planta ornamental y su propagación se realiza a través de esquejes o semillas.